# 蘇時秀
蘇時秀（1479年—？），字汝實，廣西奉議衛軍籍潯州府貴縣人，明朝政治人物。

## 生平
廣西鄉試第四名舉人。弘治十五年（1502年）中式壬戌科會試第一百十二名，二甲第三十二名進士。授户部主事，监收城门钞课忤刘瑾意，使东厂觉察其过，正德元年（1506年）十二月降调镇江府通判。

## 家族
曾祖蘇成；祖父蘇慧；父蘇濱，訓導，母仵氏。具庆下。兄時舉。弟時民、時稼。